# Andreas Mitterfellner
Andreas Mitterfellner, (* 17. červen 1981, Judenburg, Rakousko) je bývalý reprezentant Rakouska v judu.

## Sportovní kariéra
Celou svojí kariéru patřil k evropské špičce. Především v neolympijských sezónách se dokázal dostat do finálových bojů a zaskočit i silnější soupeře. V důležitých turnajích však štěstí neměl a během 10leté kariéry se ani jednou na olympijské hry nekvalifikoval.

## Výsledky
| Turnaj             | 1998 | 1999 | 2000 | 2001 | 2002 | 2003 | 2004 | 2005 | 2006 | 2007 | 2008 | 2009 | 2010 | 2011 |
| ------------------ | ---- | ---- | ---- | ---- | ---- | ---- | ---- | ---- | ---- | ---- | ---- | ---- | ---- | ---- |
| Mistrovství světa  | –    | dns  | –    | úč.  | –    | úč.  | –    | úč.  | –    | 7.   | –    | úč.  | úč.  | dns  |
| Mistrovství Evropy | dns  | dns  | dns  | úč.  | úč.  | úč.  | 5.   | úč.  | 3.   | úč.  | úč.  | dns  | 3.   | úč.  |
| MS juniorů         | dns  | –    | 5.   | –    | –    | –    | –    | –    | –    | –    | –    | –    | –    | -    |
| ME juniorů         | úč.  | 3.   | úč.  | –    | –    | –    | –    | –    | –    | –    | –    | –    | –    | -    |